# Platyrhachus modiglianii
Platyrhachus modiglianii är en mångfotingart som beskrevs av Filippo Silvestri 1895. Platyrhachus modiglianii ingår i släktet Platyrhachus och familjen Platyrhacidae. Inga underarter finns listade i Catalogue of Life.